# Olga Iwanowna Lapina
Olga Iwanowna Lapina (russisch Ольга Ивановна Лапина; * 1959 in Moskau) ist eine sowjetisch-russische Architektin.

## Leben
Lapinas Vater studierte am Moskauer Energetischen Institut und machte ein Jahr nach ihrer Geburt seinen Abschluss. Er bekam eine Anstellung in Obninsk, wo er sich mit seiner Familie niederließ. Lapina besuchte dort die allgemeinbildende Schule Nr. 5, die sie mit einer Goldmedaille abschloss, und die Kinderkunstschule.
Lapina studierte am Moskauer Architektur-Institut (MArchI). Nach dem Abschluss 1982 kehrte sie nach Obninsk zurück und arbeitete als Projektierungsarchitektin in der Verwaltung für Anlagenbau des Physikalisch-Energetischen Instituts in Obninsk, das das Kernkraftwerk Obninsk aufgebaut hatte.
1990 trat Lapina in die Architekturprojektwerkstatt Obninskarchprojekt des Architekten Wladimir Georgijewitsch Schkarpetin ein.
2004 wurde Lapina Vizechefarchitektin in der Obninsker Stadtverwaltung neben der Chefarchitektin Olga Wladimirowna Aschwarina. Als Aschwarina 2010 aus dem Dienst schied, mit der Lapina 28 Jahre lang zusammengearbeitet hatte, gab auch Lapina ihre Stelle auf und verließ die Obninsker Stadtverwaltung. Sie arbeitete nun in einer privaten Baugesellschaft. Sie beriet die Auftraggeber bei der Planung ihrer Objekte und erstellte die Dokumentationen für die Bauanträge.
2012 wurde Lapina Obninsker Chefarchitektin. Sie setzt sich für den Stadtpark und Erholungsflächen ein. Sie ist Mitglied der Architektenunion Russlands und Verdiente Architektin der Oblast Kaluga.